# Liberdade
Liberdade là một đô thị thuộc bang Minas Gerais, Brasil. Đô thị này có diện tích 402,242 km², dân số năm 2007 là 5333 người, mật độ 13,9 người/km².